# Domerockita
La domerockita és un mineral de la classe dels fosfats. Rep el nom de la mina de coure Dome Rock, a Austràlia, la seva localitat tipus.

## Característiques
La domerockita és un arsenat de fórmula química Cu₄(AsO₄)(AsO₃OH)(OH)₃(H₂O). Va ser aprovada com a espècie vàlida per l'Associació Mineralògica Internacional l'any 2009. Cristal·litza en el sistema triclínic. La seva duresa a l'escala de Mohs és 3.

## Formació i jaciments
Va ser descoberta a la mina de coure Dome Rock, situada a la reserva de Boolcoomatta, dins la localitat d'Olary, a Austràlia Meridional (Austràlia). Es tracta de l'únic indret de tot el planeta on ha estat descrita aquesta espècie mineral.